# William T. Glassell
William Thornton Glassell, né le 15 janvier 1831 dans le comté de Culpeper et mort le 28 janvier 1876 à Los Angeles, est un officier de la marine des États confédérés pendant la guerre civile américaine. 
Il a aménagé la ville d'Orange, en Californie.

## Biographie
Glassell est né dans le comté de Culpeper, en Virginie.
Il est nommé aspirant de marine en Alabama le 15 mars 1848. Lorsqu'il est encore aspirant de marine, son navire, le St. Laurence, est envoyé à l'Exposition universelle de 1851 à Londres. Lady Byron, veuve de Lord Byron, visite le navire et n'invite que Glassell à dîner avec elle le lendemain soir. Il accepte et "a une entrevue très agréable". 

### Guerre civile
Promu lieutenant en 1855, il est à bord du USS Hartford au large de la Chine lorsque la Guerre de Sécession éclate. Lorsque le Hartford atteint Philadelphie, Glassell refuse de prêter un serment d'allégeance supplémentaire que doivent prêter les militaires originaires du Sud. Il est par conséquent emprisonné à Fort Warren et renvoyé de l'armée le 6 décembre 1861. Les autorités confédérées l'enrôlent en tant que lieutenant, organisent son échange et l'affectent au CSS Chicora (en) de l'escadron de Charleston. Glassell commande la division de proue du navire lors de l'attaque de l'escadron contre le blocus de l'Union le 31 janvier 1863. Intrigué par les expériences de l'armée sur les torpilles et les mines, il demande et reçoit une affectation dans une unité spéciale qui s'entraîne à l'attaque des bateaux assurant le blocus. 
Dans la nuit du 5 octobre 1863, Glassell et un équipage de trois personnes, à bord du petit torpilleur CSS David, attaquent le navire le plus puissant de la marine américaine, le USS New Ironsides. Les Confédérés enfoncent une torpille au bout d'un longeron contre le cuirassé six pieds sous la ligne de flottaison. L'explosion projette un geyser d'eau sur le David, éteignant ses feux et le laissant immobile sous une pluie de tirs d'armes légères. Le pilote reste à bord tandis que L'ingénieur assistant remonte rapidement remonte sur le bateau à la dérive. Il  rallume les feux et le bateau peut se réfugier dans le port de Charleston. Glassell et l'autre homme d'équipage sont cependant capturés et renvoyés à Fort Warren. L'USS New Ironsides subit un mort et deux blessés. Alors qu'on le pensait initialement intact, il fait face à de telles fuites que les réparations le maintiennent hors de combat jusqu'aux derniers mois de 1864.  
Alors qu'il est emprisonné, Glassell est promu commandant pour son attaque contre l'USS New Ironsides. 
Échangé au cours des six derniers mois de la guerre, il retourne à Charleston, en Caroline du Sud. Lors de l'évacuation de la ville, il est transféré à Richmond, en Virginie, et se voit attribuer le commandement du Fredericksburg, un cuirassé de l'escadron de James River. Au moment de l'évacuation de Richmond, le personnel de l'escadron est réorganisé comme artillerie et infanterie, et Glassell commande un régiment. Il est libéré à Greensboro, en Caroline du Nord, le 28 avril 1865.

## Orange, Californie
La santé du capitaine Glassell s'est nettement déteriorée à la suite de ses expériences avec l'armée confédérée, tant en raison des risques qu'il a pris que de sa capture et des 18 mois qu'il a passé dans les prisons nordistes. Il rend alors visite à son frère aîné Andrew Glassell à Los Angeles et y reste pour l'aider à développer la parcelle Richland comme arpenteur. La ville d'Orange en Californie a été fondée sur ces terres par les avocats et investisseurs immobiliers Andrew Glassell et Alfred Chapman qui avaient participé à la partition du Rancho de Santa Ana et s'impliquaient dans des poursuites immobilières similaires.
Le capitaine Glassell arpente le domaine d'environ 2.5 km2 (600 acres) de son frère et de Chapman en 1871. En 1872, la subdivision Richland est mise en marché. En 1873, on réalise une ville du comté de Sacramento est déjà nommée Richland et le nom d'Orange est choisi en remplacement, sans doute en référence au comté d'Orange en Virginie où la plantation Richland de la famille Glassell était située. 

## Famille et postérité
William T. Glassell est décédé le 28 janvier 1879, à l'âge de 48 ans, à Los Angeles, célibataire et sans enfant et est enterré au cimetière Angelus Rosedale de Los Angeles. Son petit neveu est le général George S. Patton.